# Natalia Juarez
Natalia Juárez Zenteno (Ciudad de México, 13 de febrero de 1995) es una actriz mexicana, conocida por su papel de Simoneta en la telenovela infantil ¡Vivan los niños!.

## Filmografía
| Año       | Título                 | Rol                      | Notas                                                    |
| --------- | ---------------------- | ------------------------ | -------------------------------------------------------- |
| 2002-2003 | ¡Vivan los niños!      | Simoneta Molina          |                                                          |
| 2004      | Mujer de madera        | Marisa Santibáñez (niña) |                                                          |
| 2005      | Sueños y caramelos     | Lucía                    |                                                          |
| 2008-2015 | La rosa de Guadalupe   | 6 episodios              | Super amigas - María José - Una buena estrella - América |
| 2008      | Querida enemiga        | Florencia                | Sin acreditar                                            |
| 2008-2009 | Un gancho al corazón   | Marina                   | 10 episodios                                             |
| 2009      | Atrévete a soñar       | Fabiola                  |                                                          |
| 2011-2017 | Como dice el dicho     | Varios roles             | 6 episodios                                              |
| 2013-2014 | Lo que la vida me robó | Virginia Arechiga        | 51 episodios                                             |
| 2016      | Vino el amor           | Rol desconocido          | 14 episodios                                             |
| 2018      | Por amar sin ley       | Anita                    | 2 episodios                                              |
| 2024      | Top Chef VIP           | Ella misma               | Concursante (temporada 3)                                |